# 下白田
下白田（英語：Ha Pak Tin，代號F23）是香港深水埗區議會下轄的選區，2007年設立，2023年取消，末任區議員為獨立民主派人士甄啟榮。

## 範圍
選區位於石硤尾與大窩坪之間的過度地帶，現時以白田邨大部分樓宇（第9、10、11及13座除外）及偉智街一帶私人樓宇為主，以白田邨部分的居民較多，與其相鄰的選區有龍坪及上白田、又一村、南山、大坑東及大坑西及石硤尾選區，投票站設於白田社區會堂。

## 沿革
下白田選區2007年設立，由於西九龍填海區（西九四小龍一帶）及歌和老街近筆架山地區人口增加，原南昌五區、九龍仔（大坑東及大坑西）、白田及石硤尾區需要重劃以騰出議席予西九龍填海區範圍。當中原屬白田的白田邨大部分（第9、10、11及13座除外）及原屬石硤尾的偉智街一帶樓宇於合併成為下白田選區。
2007年區議會選舉，原屬民協的白田區議員甄啟榮因白田公共圖書館遷往石硤尾邨一事而選擇退出民協，以獨立人士身份參選，但由於只有他一人參選，甄氏自動當選連任。其後甄2008年曾支持梁美芬參選及在2011年借出街板位置予人民力量，立場開始變得反覆。
2011年區議會選舉，民協藉着龍坪及上白田區議員吳美於白田邨服務而繼續活躍，派出楊彧參選挑戰甄啟榮。結果楊彧得到1,119票，未及甄氏六成得票的2,888票。其後經民聯成立，甄啟榮加入，並在地區議題上與在龍坪及上白田活躍的工聯會成員林偉文合作，反映居民意見。
2015年區議會選舉，甄啟榮以經民聯身份爭取連任，而社會主義行動成員鄧美晶上屆於元州及蘇屋參選後，2015年初在下白田活動，其後正式參選。結果甄以2,320票勝過鄧的1,152票，成功連任。2017年甄啟榮退出經民聯，視為立場轉向中間派，更在2018年2月先在深水埗區議會房屋事務委員會自行辭去主席一職，以反對廢除委員會主席每2年重選的一貫做法。
2018年6月，甄啟榮及居民因封鎖白田邨商場重建範圍一事，包圍白田邨房署辦事處，並於7月拘捕，其後被控五條控罪，於11月提堂，甄及支持者指為政治檢控。而在2018年9月及11月，甄氏支持泛民主派動議，停止向議員旗下衛星組織撥款；其後更支持民主派修改深水埗區議會議事常規，取消授權票制度，兩件事被視為建制派失守。此後甄啟榮亦多次支持民主派議員的動議，更不時一同行動，包括全力聲援「反送中」行動，亦以自己深水埗區議會房屋事務委員會主席身份，批准在會內討論及通過「反送中」動議。
2019年區議會選舉，甄啟榮以獨立民主派身份爭取連任，結果甄以3,206票擊敗三位對手，包括上屆合作的民建聯及工聯會成員林偉文，獨立無黨派人士陳澤誠及方智龍，成功從中間派重返民主派，在本屆席捲全港的民主浪潮、高投票率下延續其區議員生涯。2021年7月9日，因應政府計劃追討協助民主派初選區議員的酬金津貼傳聞所帶動的區議員辭職潮中，甄啟榮辭去區議員職務。

## 歷屆議員
| 選區名稱 | 屆別                  | 議員   | 政治聯繫                          | 政治聯繫                          | 議員                              | 政治聯繫           | 政治聯繫           |
| -------- | --------------------- | ------ | --------------------------------- | --------------------------------- | --------------------------------- | ------------------ | ------------------ |
| 白田     | 1982年－1985年        | 夏兆光 |                                   | 無黨籍                            | 當時定為單議席選區                | 當時定為單議席選區 | 當時定為單議席選區 |
| 白田     | 1985年－1988年        | 夏兆光 |                                   | 革新會                            | 譚國僑                            |                    | 無黨籍 → 民 民協   |
| 白田     | 1988年－1989年        | 夏兆光 | 民 民協                           | 革新會                            | 譚國僑                            |                    |                    |
| 白田     | 1989年4月21日－1991年 | 沙美貞 | 民 民協                           |                                   | 譚國僑                            | 無黨籍             |                    |
| 白田     | 1991年－1992年        | 鄭學哲 | 民 民協                           |                                   | 譚國僑                            | 民 民協            |                    |
| 白田     | 1992年5月25日－1994年 | 甄啟榮 | 民 民協                           |                                   | 譚國僑                            | 民 民協            |                    |
| 白田     | 1994年－1999年        | 甄啟榮 | 分拆出澤安選區後， 定為單議席選區 | 分拆出澤安選區後， 定為單議席選區 | 分拆出澤安選區後， 定為單議席選區 | 民 民協            |                    |
| 白田     | 2000年－2003年        | 甄啟榮 | 分拆出澤安選區後， 定為單議席選區 | 分拆出澤安選區後， 定為單議席選區 | 分拆出澤安選區後， 定為單議席選區 | 民 民協            |                    |
| 白田     | 2004年－2007年        | 甄啟榮 | 分拆出澤安選區後， 定為單議席選區 | 分拆出澤安選區後， 定為單議席選區 | 分拆出澤安選區後， 定為單議席選區 | 民 民協 → 無黨籍   |                    |
| 下白田   | 2008年－2011年        | 甄啟榮 | 分拆出澤安選區後， 定為單議席選區 | 分拆出澤安選區後， 定為單議席選區 | 分拆出澤安選區後， 定為單議席選區 |                    | 無黨籍             |
| 下白田   | 2012年－2015年        | 甄啟榮 | 分拆出澤安選區後， 定為單議席選區 | 分拆出澤安選區後， 定為單議席選區 | 分拆出澤安選區後， 定為單議席選區 |                    | 無黨籍 → 經民聯    |
| 下白田   | 2016年－2019年        | 甄啟榮 | 分拆出澤安選區後， 定為單議席選區 | 分拆出澤安選區後， 定為單議席選區 | 分拆出澤安選區後， 定為單議席選區 | 經民聯 → 無黨籍    |                    |
| 下白田   | 2020年－2021年7月8日  | 甄啟榮 | 分拆出澤安選區後， 定為單議席選區 | 分拆出澤安選區後， 定為單議席選區 | 分拆出澤安選區後， 定為單議席選區 |                    | 無黨籍             |
| 下白田   | 2021年7月9日－2023年  | 懸空   | 懸空                              | 懸空                              | 分拆出澤安選區後， 定為單議席選區 |                    |                    |

為方便比較，上表包括1982年至2007年的原白田選區

## 歷屆選舉結果
| 政党   | 政党           | 候选人    | 票数  | %     | ±      |
| ------ | -------------- | --------- | ----- | ----- | ------ |
|        | 民建聯/ 工聯會 | ①. 林偉文 | 1,952 | 34.64 | 不適用 |
|        | 獨立           | ②. 甄啟榮 | 3,206 | 56.89 | ▼9.93  |
|        | 無黨派         | ③. 陳澤誠 | 41    | 0.73  | 不適用 |
|        | 無黨派         | ④. 方智龍 | 436   | 7.74  | 不適用 |
| 多数票 | 多数票         | 多数票    | 1,254 | 22.25 | ▼11.39 |

| 政党   | 政党                 | 候选人    | 票数  | %     | ±      |
| ------ | -------------------- | --------- | ----- | ----- | ------ |
|        | 經民聯/西 西九新動力 | ①. 甄啟榮 | 2,320 | 66.82 | ▼5.25  |
|        | 社會主義行動         | ②. 鄧美晶 | 1,152 | 33.18 | 不適用 |
| 多数票 | 多数票               | 多数票    | 1,168 | 33.64 | ▼10.51 |

| 政党   | 政党   | 候选人    | 票数  | %     | ±      |
| ------ | ------ | --------- | ----- | ----- | ------ |
|        | 民協   | ①. 楊彧   | 1,119 | 27.93 | 不適用 |
|        | 獨立   | ②. 甄啟榮 | 2,888 | 72.07 | 不適用 |
| 多数票 | 多数票 | 多数票    | 1,769‬ | 44.15 | 不適用 |

| 政党   | 政党   | 候选人 | 票数     | %   | ±   |
| ------ | ------ | ------ | -------- | --- | --- |
|        | 獨立   | 甄啟榮 | 自動當選 | N/A | N/A |
| 多数票 | 多数票 | 多数票 | N/A‬      | N/A | N/A |